# Кубок Кар'яла (листопад) 2002
Кубок Кар'яла (листопад) 2002 — міжнародний хокейний турнір у Фінляндії в рамках Єврохокейтуру, проходив 7—10 листопада 2002 року у Гельсінкі та один матч у Пардубице.

## Результати та таблиця
| 1. | Фінляндія | *** | 2:0    | 5:3 | 5:0    | 3 | 3 | 0 | 0 | 0 | 12:3 | 9 |
| 2. | Чехія     | 0:2 | ***    | 5:2 | 3:4 ОТ | 3 | 1 | 0 | 1 | 1 | 8:8  | 4 |
| 3. | Швеція    | 3:5 | 2:5    | *** | 3:1    | 3 | 1 | 0 | 0 | 2 | 8:11 | 3 |
| 4. | Росія     | 0:5 | 4:3 ОТ | 1:3 | ***    | 3 | 0 | 1 | 0 | 2 | 5:11 | 2 |

М — підсумкове місце, І — матчі, В — перемоги, ВО — перемога по булітах (овертаймі), ПО — поразка по булітах (овертаймі), П — поразки, Ш — закинуті та пропущені шайби, О — очки

## Найкращі гравці турніру
| Воротар  | Карі Легтонен    |
| Захисник | Петтері Нуммелін |
| Нападник | Радек Дуда       |

## Команда усіх зірок
| Воротар  | Карі Легтонен    |
| Захисник | Петтері Нуммелін |
| Захисник | Марко Туулола    |
| Нападник | Кіммо Рінтанен   |
| Нападник | Радек Дуда       |
| Нападник | Вілле Пельтонен  |